# Лобанов, Евгений Александрович
Евгений Александрович Лобанов (1916—1974) — советский лётчик минно-торпедной авиации ВМФ СССР во время Великой Отечественной войны, Герой Советского Союза (22.01.1944). Гвардии капитан (10.11.1942).

## Биография
Родился 5 января 1916 года в городе Павловский Посад (ныне — Московская область). Окончил школу в 1932 году, рабфак при МВТУ имени Баумана в 1935 году. 
В августе 1935 года призван на службу в Рабоче-крестьянский Красный Флот. В 1938 году окончил Военно-морское авиационное училище имени Сталина в Ейске. Служил в ВВС Черноморского флота, с ноября 1938 года находился в распоряжении командующего ВВС флота, с марта 1939 года был младшим лётчиком 54-й отдельной авиационной эскадрильи, с июля 1940 года — старшим лётчиком и пилотом 80-й отдельной авиационной эскадрильи.
С июня 1941 года сражался в Великой Отечественной войны. Воевал в той же эскадрилье, за 1941 год на самолёте ГСТ выполнил 43 боевых вылета на разведку и 15 боевых вылетов на бомбардировку военно-морских баз и кораблей противника. В воздушных боях сбил немецкий истребитель Ме-109.
В 1942 году окончил Курсы усовершенствования начальствующего состава ВВС ВМФ. В июле 1942 года переведён в 5-й гвардейский минно-торпедный авиационный полк ВВС ЧФ, где воевал пилотом, с ноября 1942 — командиром звена, с сентября 1943 — заместителем командира эскадрильи, с ноября 1943 года — командиром эскадрильи. Участник обороны Одессы, Перекопа, Севастополя и Кавказа. 22 октября 1942 года принимал участие в операции по высадке Майкопского десанта. Летал на самолётах МБР-2, ДБ-3Ф (Ил-4), А-20 «Бостон».
К ноябрю 1943 года командир эскадрильи 5-го гвардейского минно-торпедного авиаполка 1-й минно-торпедной авиадивизии ВВС Черноморского флота гвардии капитан Евгений Лобанов совершил 233 боевых вылета (в их числе 105 ночных) на бомбардировку морских портов и военно-морских баз, воздушную разведку вплоть до пролива Босфор, сопровождение советских кораблей, доставку вооружений крымским партизанам, постановку морских минных заграждений (выставил 25 морских мин). Лично потопил 7 вражеских судов — 1 транспорт водоизмещением 3 000 тн, остальные — баржи, буксиры и катера; ещё 4 вражеских плавсредства были им повреждены. При атаках наземных войск противника им уничтожены 7 танков, до 30 автомашин, 4 артиллерийские батареи, 10 орудий зенитной артиллерии, 1 переправа через Дон. При атаках вражеских аэродромов сжёг на земле 4 самолёта и складские сооружения. Провёл 12 воздушных боёв, в которых сбил 2 вражеских истребителя.
Указом Президиума Верховного Совета СССР «О присвоении звания Героя Советского Союза офицерскому составу Военно-Морского флота» от 22 января 1944 года за «образцовое выполнение боевых заданий командования на фронте борьбы с немецкими захватчиками и проявленные при этом отвагу и геройство» капитану Лобанову Евгению Александровичу присвоено звание Героя Советского Союза с вручением ордена Ленина и медали «Золотая Звезда» за номером 2850.
После присвоения высшей награды Родины продолжал боевые вылеты на Чёрном море, а с февраля по июль 1944 года учился на Высших офицерских курсах ВВС ВМФ. После их окончания в июле 1944 года получил новое повышение по службе и назначен помощником командира 13-го гвардейского морского разведывательного авиационного полка ВВС ЧФ. Участвовал с полком в Ясско-Кишинёвской наступательной операции.
Однако дальнейший рост перспективного боевого офицера погубило пристрастие к пьянству, отмеченное в аттестации 1945 года. В октябре 1944 года его сняли с должности и перевели рядовым пилотом в 30-й разведывательный авиаполк. С апреля 1945 года он служил пилотом в 15-м отдельном разведывательном авиационном полку ВВС Балтийского флота, где выполнил свыше 10 боевых вылетов на разведку над Балтийским морем и обнаружил ряд морских конвоев и отдельных кораблей врага.
Всего за годы войны выполнил 254 боевых вылета.
После Победы в июне 1945 года вернулся на Черноморский флот вновь пилотом в 30 рап. В марте 1946 года был уволен в запас. 
Проживал и работал в Ташкенте. Скончался 18 февраля 1974 года, похоронен на Боткинском кладбище в Ташкенте.

## Награды
- Герой Советского Союза (22.01.1944)
- Орден Ленина (22.01.1944)
- Три ордена Красного Знамени (29.01.1942, 10.06.1943, 18.05.1945)
- Медаль «За оборону Одессы» (1943)
- Медаль «За оборону Севастополя» (1943)
- Медаль «За оборону Кавказа» (1945)
- Ряд других медалей

## Память
- Бюст установлен на Аллее Славы в посёлке Вольное Джанкойского района Крыма.